# Epidaure Limera
Epidaure Limera (en grec antic Ἐπίδαυρος ή Λιμηρά) era una ciutat de la costa oriental de Lacònia al Peloponès, situada a l'inici d'una badia formada pel cap Kremidhi al nord, i el cap de Monembasia al sud.
Es va fundar com una colònia d'Epidaure de l'Argòlida que segons la tradició es va construir construïda per ordre del déu Asclepi quant un vaixell es va aturar allí en el seu viatge a Cos, probablement en el temps que tota la costa pertanyia a Argos. Limera seria un adjectiu per anomenar un bon port, però s'han donat altres etimologies.
Pausànias diu que la ciutat era en un turó no gaire lluny del mar, i hi havia, entre altres edificis públics, temples dedicats a Afrodita, Asclepi i Atena, i un temple del Zeus Sòter enfront del port. Al sud de la ciutat hi havia el cap Minoa, que avui és una illa connectada a terra per un pont.
Les seves ruïnes són avui dia a l'anomenada Vella Monembasia, i es conserven les muralles de l'acròpoli i de la ciutat, que formava una mena de semicercle al sud de la ciutadella. Les torres circulars són les més petites que es coneixen en una fortalesa d'aquella època. Les muralles separaven la ciutat en dos parts, i amb les de la ciutadella es formaven tres recintes tancats. L'antic port ha desaparegut (segurament era artificial) i avui dia hi ha al nord el de Kremídhi i al sud el de Monembasia.
Al sud d'Epidaure Pausànias menciona un promontori (ἄκρα) que s'endinsava al mar i que anomena Minoa. Aquest promontori actualment és una illa.

## Història
Pràcticament Epidaure no apareix a la història. Els atenencs la van saquejar durant la guerra del Peloponès, segons Tucídides. Estrabó diu que a Minoa hi havia una fortalesa (frúrion), i Pausànias l'esmenta com una de les ciutats eleutero-lacònies. Ptolemeu enumera com a llocs separats el port de Zeus Sòter, Minoa i Epidaure Limera.
A l'edat mitjana els seus habitants la van despoblar i es van traslladar a Minoa per major seguretat, que ja era una illa o convertida artificialment en illa, que com que només era accessible per un lloc, es va dir Monembasia, però els francs ho van deformar a Malvàsia i era la ciutat grega més important de Morea.